# ㅡ
ㅡ (reviderad romanisering: eu, hangul: 으) är den tjugotredje bokstaven i det koreanska alfabetet. Den är en av tio grundvokaler.